# Joseph Burge
Joseph Andrew Burge House (ur. 9 kwietnia 1952) – gwatemalski zapaśnik walczący w stylu wolnym. Olimpijczyk z Monachium 1972, gdzie zajął siódme miejsce w kategorii do 62 kg

## Letnie Igrzyska Olimpijskie 1972
| Konkurencja      | Rundy eliminacyjne           | Rundy eliminacyjne        | Rundy eliminacyjne   | Rundy eliminacyjne           | Rundy eliminacyjne   | Klas. końcowa |
| Konkurencja      | Przeciwnik I                 | Przeciwnik II             | Przeciwnik III       | Przeciwnik IV                | Przeciwnik V         | Miejsce       |
| ---------------- | ---------------------------- | ------------------------- | -------------------- | ---------------------------- | -------------------- | ------------- |
| 62 kg styl wolny | Panajotis Kutsupakis (GRE) Z | Théodule Toulotte (FRA) Z | Satpal Singh (IND) P | Gerhard Weisenberger (FRG) Z | Iwan Krystew (BGR) P | 7.            |